# Gabriel Bontempo
Gabriel Morais Silva Bontempo (Uberaba, 16 gennaio 2005) è un calciatore brasiliano, centrocampista del Santos.

## Carriera
Cresciuto nel settore giovanile del Santos, l'8 luglio 2022 ha firmato il suo primo contratto professionistico di durata triennale; ha debuttato in prima squadra il 25 gennaio 2025 nell'incontro del campionato paulista perso 2-1 contro il Velo Clube ed ha segnato il suo primo gol il 2 febbraio successivo, nella partita vinta 3-1 contro il San Paolo.

## Statistiche

### Presenze e reti nei club
Statistiche aggiornate al 19 aprile 2025.
| Stagione        | Squadra         | Campionato      | Campionato | Campionato | Coppe nazionali | Coppe nazionali | Coppe nazionali | Coppe continentali | Coppe continentali | Coppe continentali | Altre coppe | Altre coppe | Altre coppe | Totale | Totale | Totale |
| Stagione        | Squadra         | Comp            | Pres       | Reti       | Comp            | Pres            | Reti            | Comp               | Pres               | Reti               | Comp        | Pres        | Reti        | Pres   | Reti   |        |
| --------------- | --------------- | --------------- | ---------- | ---------- | --------------- | --------------- | --------------- | ------------------ | ------------------ | ------------------ | ----------- | ----------- | ----------- | ------ | ------ | ------ |
| 2025            | Santos          | A1/SP+A         | 11+5       | 1+0        | CB              | 0               | 0               | -                  | -                  | -                  | -           | -           | -           | 16     | 1      |        |
| Totale carriera | Totale carriera | Totale carriera | 16         | 1          |                 | 0               | 0               |                    | -                  | -                  |             | -           | -           | 16     | 1      |        |